# Dordrecht
Dordrecht (dân số 118.390 người năm 2008), cũng gọi không chính thức là Dordt, là một thành phố và đô thị ở tỉnh Zuid-Holland, Hà Lan, là thành phố lớn thứ tư của tỉnh. Đô thị này nằm trên toàn bộ đảo Dordrecht, giáp các sông Oude Maas, Beneden Merwede, Nieuwe Merwede, Hollands Diep, và Dordtsche Kil. Dordrecht là thành phố lớn nhất và quan trọng nhất ở Drechtsteden.